# Sơn Bình, Hòn Đất
Sơn Bình là một xã thuộc huyện Hòn Đất, tỉnh Kiên Giang, Việt Nam.

## Địa lý
Xã Sơn Bình có vị trí địa lý:
- Phía đông giáp thị trấn Sóc Sơn
- Phía tây giáp xã Thổ Sơn
- Phía nam giáp Vịnh Thái Lan
- Phía bắc giáp xã Sơn Kiên.

Xã Sơn Bình có diện tích 35,72 km², dân số năm 2020 là 8.195 người, mật độ dân số đạt 229 người/km².

## Hành chính
Xã Sơn Bình được chia thành 6 ấp: Giàn Gừa, Kinh Mới, Mương Kinh, Mương Kinh A, Vàm Biển, Xẻo Tràm.

## Lịch sử
Ngày 6 tháng 4 năm 2007, Chính phủ ban hành Nghị định 58/2007/NĐ-CP về việc thành lập xã Sơn Bình trên cơ sở điều chỉnh 3.571,53 ha diện tích tự nhiên và 8.288 nhân khẩu của xã Sơn Kiên.